# Carnegiella marthae
Carnegiella marthae es una especie de peces de la familia Gasteropelecidae en el orden de los Characiformes.

## Morfología
Los machos pueden llegar alcanzar los 4 cm de longitud total.

## Alimentación
Come principalmente insectos y, en segundo término, crustáceos.

## Hábitat
Es un pez de agua dulce y de clima tropical (23 °C-27 °C).

## Distribución geográfica
Se encuentran en Sudamérica:  cuencas de los ríos  Negro y Orinoco.